# Премія Жінка ІІІ тисячоліття 2012
7-ма церемонія вручення Всеукраїнської Премії «Жінка ІІІ тисячоліття» українкам відбулася 20 жовтня 2012 року в залі Національного академічного драматичного театру імені Івана Франка у центрі Києва.

## Номінації
Всеукраїнською премією «Жінка ІІІ тисячоліття» відзначили 31 жінку у чотирьох номінаціях: «Знакова постать», «Рейтинг», «Перспектива», а також - Надія ІІІ тисячоліття.

### Рейтинг
Найбільше, 22 жінок, були відзначені у номінації «Рейтинг».
Серед них найбільш відомі:
- співачка Наталія Валевська
- чемпіонка Європи та світу, Чемпіонка XXVI Олімпійських ігор Лілія Подкопаєва[1].

### Знакова постать
У номінації «Знакова постать» були нагороджені три визначні жінки. Серед них найбільш відома - Ганна Герман, радниця Президента України, керівниця Головного управління з гуманітарних і суспільно-політичних питань Адміністрації Президента України

### Перспектива
Премією «Перспектива» були номіновані пять молодих жінок: співачка Ілларія, дизайнерка Яся Міночкіна, лікарки Наталія Кобринська і Олександра Островська, а також директор юридичної компанії Ганна Фінагєєва.

### Надія ІІІ тисячоліття
Першою номінанткою нової премії Надія ІІІ тисячоліття стала 11-річна співачка з м. Коломия Івано-Франківської області Тетяна Гулик.

## Особливості нагородження
Церемонія нагородження вперше проходила в залі Національного академічного драматичного театру імені Івана Франка.
За задумом організаторів практично всі гості у своїх нарядах використати елементи національного вбрання. У такій стилістиці була витримана і вся сцена.
Також вперше було введено нову премію Надія ІІІ тисячоліття.

## Ведучі
Традиційно вели церемонію народні артисти України, артист, лауреат національної премії ім. Тараса Шевченка Олексій Богданович та колишній президент Національної теле- та радіокомпанії України Василь Ілащук.
Нагороди переможницям вручали: народний артист України Олександр Задніпровський, народні депутати України Максим Луцький та Валерій Коновалюк, голова соціалістичної партії України Петро Устенко, заслужений діяч мистецтв України Богдан Струтинський, Лідер громадського руху «Кияни передусім» Віктор Пилипишин, а також заслужений артист України Тарас Жирко.